# Léster Henríquez
Léster Josué Henríquez Calderón (ur. 9 marca 1995) – gwatemalski zapaśnik walczący w obu stylach. Zajął piąte miejsce na mistrzostwach panamerykańskich w 2017 i 2018. Srebrny medalista igrzysk Ameryki Środkowej w 2017 roku.